# Mór (Hungria)
Mór é uma cidade da Hungria, situada no condado de Fejér. Tem 108,61 km² de área e sua população em 2019 foi estimada em 13.936 habitantes.